# Rusty repară-tot
Rusty repară-tot este un serial de televiziune animat 3D CGI canadian produs de Arc Productions și Spin Master Entertainment pentru Treehouse TV și Nickelodeon. Inspirat de elementele culturii makerului, acesta urmărește aventurile unui tânăr inventator pe nume Rusty și al echipei sale de roboți personalizați.
În România serialul a avut premiera pe 13 martie 2017 pe canalul Nick Jr..

## Despre
Un băiat pe nume Rusty Rivets își folosește cunoștințele de inginerie pentru a reutiliza piesele mașinii și pentru a crea gadgeturi.  Locuiește în orașul Sparkton Hills împreună cu prietena lui Ruby Ramirez, un tiranosaurid robot numit Botasaur și un grup de roboți mai mici cunoscuți sub numele de Biți.  Serialul evidențiază o varietate de concepte legate de știința și tehnologia de bază.
Rusty folosește expresia recurentă „Modificat, personalizat, Rustificat” atunci când personalizează invențiile. Ruby schimbă ultimul cuvânt în „Rubificat” atunci când face modificările (o singură dată), iar Liam schimbă ultimul cuvânt în „Liamificat” când o face (tot o singură dată).

## Persoaje

### Principale
- Rusty Rivets - este inginer.  Are propriul său laborator mobil, care are sediul într-o curte de reciclare. El este strănepotul lui Ruston Rivets IV, pe care Ruby îl ghicește auzind numărul, indicând că este Ruston Rivets VIII, deși există idei contradictorii despre numele lui Ruston Rivets IV, deoarece în sezonul 3, Rusty l-a numit și Mortimer Rivets.

- Ruby Ramirez - este cea mai bună prietenă a lui Rusty, care poartă în mod normal o tabletă pe care o folosește pentru al chema pe Biți în acțiune. Ruby poartă o centură roșie cu puncte albe în jurul capului, care amintește de Rosie Nituitoarea.

- Frankie Fritz - este rivalul, dușmanul și vecinul lui Rusty și Ruby, folosind orice ocazie pentru a încerca să-l supere pe Rusty și să fie cel mai bun inginer din Sparkton Hills, apelând chiar și la  trișare pentru a o realiza.

- Frankford - este sconcsul robot al lui Frankie, cel mai bun prieten și omologul lui Bytes. El îl ajută pe Frankie în încercările sale de a-l scoate din acțiune pe Rusty.

- Bytes - este câinele robot al lui Rusty, care comunică prin lătrat. În general, nu participă la misiuni.

- Pisibot (eng. Kittybot) - este pisica robotică a lui Ruby, care comunică miaunând. Ea poate să stea jos.

- Ray - este un membru mic, roșu, al lui Biți, cu un singur ochi care funcționează ca o lanternă.

- Whirly - este un Bit roz care seamănă cu o pasăre colibri.  Are o pereche de aripi și o elice pe cap.

- Crush - este un Bit portocaliu realizat dintr-o clemă, care poate zdrobi și ține obiecte mici.

- Jack - este un Bit albastru, în formă de cub, care poate ridica și transporta obiecte folosind brațele sale asemănătoare unui stivuitor.

- Botasaur - este cel mai înalt membru al echipei lui Rusty, după modelul Tyrannosaurus rex.  El este prietenul lui Rusty.

- Botarilla - este gorila robotică a lui Rusty, care se poate cățăra pe copaci și se leagăn pe viță de vie.

- TigruBot (eng. TigerBot) - este tigrul robot al lui Rusty, care se poate catara cu ghearele ei de tigru.

- ElefantBot (eng. ElephantBot) - este elefantul robot al lui Rusty, care poate pulveriza apă pe trompeta lui.

### Secundare
- Liam - este un tânăr băiat cu părul blond care are adesea nevoie de salvare.

- Emily - este o fată tânără prezentată în sezonul 2, care este o prietenă cu Liam.

- Pădurar Anna - este o pasionată de animale roșcată, responsabilă de Sparkton Hills Scouts din care fac parte Rusty și Ruby.

- Chef Betty - este expert culinar (sezonul 1) și mai târziu profesor la școala la care merg Rusty, Ruby și Frankie (  Sezonul 2 și 3).

- Sammy Scoops - este un vânzător de înghețată.

- Samantha - împărtășește porecla „Sammy”. Ei intră în afaceri împreună în „Capitanul Scoops” și li se arată jucând fotbal împreună în „Rusty în spațiu”.

- Mr. Higgins - este primul inventator din oraș care l-a inspirat pe Rusty.

- Ofițerul Carl - este singurul ofițer de poliție din Sparkton Hills.

- Doamna Rivets - este mama lui Rusty.

- Doamna McCloud - este mama lui Liam.

- Orbită - este satelitul lui Rusty după ce s-a prăbușit în pământ și Rusty l-a lansat înapoi în spațiu.

- Frankasaurus - este fostul frate mai mic dinozaur robot al lui Frankie.

- Robo-Veveriță (eng. Robo-Squirell) - este veverița robotică a lui Rusty care poate distruge lucruri scoțând nuci.

- Chompers - este castorul de companie al lui Rusty, care se poate da cu coada de castor.

## Episoade
| Premiera originală | Premiera în România | Nr | Titlu în română                                   | Titlu în engleză                                |  |
| ------------------ | ------------------- | -- | ------------------------------------------------- | ----------------------------------------------- |  |
|                    |                     |    |                                                   |                                                 |  |
| SEZONUL 1          |                     |    |                                                   |                                                 |  |
|                    |                     |    |                                                   |                                                 |  |
| 08.11.2016         | 13.03.2017          | 1  | Salvarea lui Rex                                  | Rusty's Rex Rescue                              |  |
| 08.11.2016         | 14.03.2017          | 1  | Rusty parchează și zboară                         | Rusty's Park N' Fly                             |  |
|                    |                     |    |                                                   |                                                 |  |
| 09.11.2016         | 25.03.2017          | 2  | Rusty face săpături                               | Rusty Digs In                                   |  |
| 09.11.2016         | 26.03.2017          | 2  | Rusty și salvarea din peșteră                     | Rusty's Brave Cave Save                         |  |
|                    |                     |    |                                                   |                                                 |  |
| 10.11.2016         | 21.03.2017          | 3  | Rusty face scufundări                             | Rusty Dives In                                  |  |
| 10.11.2016         | 22.03.2017          | 3  | Rusty și trenul circului                          | Rusty's Big Top Trouble                         |  |
|                    |                     |    |                                                   |                                                 |  |
| 11.11.2016         | 23.03.2017          | 4  | Rusty și comoara                                  | Rusty Marks the Spot                            |  |
| 11.11.2016         | 24.03.2017          | 4  | Rusty și roboții clonați                          | Rusty's Bits on the Fritz                       |  |
|                    |                     |    |                                                   |                                                 |  |
| 15.11.2016         | 29.03.2017          | 5  | Aventura lui Rusty prin pădure                    | Rusty's Bit in the Woods                        |  |
| 15.11.2016         | 30.03.2017          | 5  | Salvarea domnului Pinguitor                       | Rusty's Stuffy Toughy                           |  |
|                    |                     |    |                                                   |                                                 |  |
| 17.11.2016         | 27.03.2017          | 6  | Rusty și maimuțele                                | Rusty Goes Bananas                              |  |
| 17.11.2016         | 28.03.2017          | 6  | Rusty și aventura cu avionul                      | Rusty's Night Lights                            |  |
|                    |                     |    |                                                   |                                                 |  |
| 09.12.2016         | 15.03.2017          | 7  | Excursia de ski al lui Rusty                      | Rusty's Ski Trip Blip                           |  |
| 09.12.2016         | 16.03.2017          | 7  | Rusty și hoțul de mâncare                         | Rusty and the Camp Bandit                       |  |
|                    |                     |    |                                                   |                                                 |  |
| 10.01.2017         | 19.03.2017          | 8  | Rusty și concursul de talente                     | Rusty Rocks                                     |  |
| 10.01.2017         | 20.03.2017          | 8  | Aventura lui Rusty cu balonul                     | Rusty's Balloon Blast                           |  |
|                    |                     |    |                                                   |                                                 |  |
| 12.01.2017         | 17.07.2017          | 9  | Rusty și gaița tufișă                             | Rusty's Nest Friend Forever                     |  |
| 12.01.2017         | 18.07.2017          | 9  | Rusty și robotul Zvârie-tot                       | Rusty's Flingbot                                |  |
|                    |                     |    |                                                   |                                                 |  |
| 21.02.2017         | 17.03.2017          | 10 | Rusty și problema pinguinilor                     | Rusty's Penguin Problem                         |  |
| 21.02.2017         | 18.03.2017          | 10 | Rusty și castelul de nisip                        | Rusty's Sand Castle Hassle                      |  |
|                    |                     |    |                                                   |                                                 |  |
| 23.02.2017         | 19.07.2017          | 11 | Rusty și spațiul                                  | Rusty's Space Bit                               |  |
| 23.02.2017         | 20.07.2017          | 11 | Rusty și peștele Hapciu                           | Rusty and the Sneezing Fish                     |  |
|                    |                     |    |                                                   |                                                 |  |
| 10.03.2017         | 21.07.2017          | 12 | Rusty și lucrările la apă                         | Rusty's Water Works                             |  |
| 10.03.2017         | 24.07.2017          | 12 | Rusty și cursa de gunoi                           | Rusty's Rubbish Race                            |  |
|                    |                     |    |                                                   |                                                 |  |
| 18.04.2017         | 25.07.2017          | 13 | Rusty în tărâmul lui Liam                         | Rusty In Liam Land                              |  |
| 18.04.2017         | 26.07.2017          | 13 | Rusty și aspiratorul                              | Rusty the Vacuum Kid                            |  |
|                    |                     |    |                                                   |                                                 |  |
| 20.04.2017         | 27.07.2017          | 14 | Rusty și Căpitanul Lopată                         | Rusty and Captain Scoops                        |  |
| 20.04.2017         | 28.07.2017          | 14 | Rusty și monstrul                                 | Rusty's Creature Catcher                        |  |
|                    |                     |    |                                                   |                                                 |  |
| 15.12.2017         | 31.07.2017          | 15 | Rusty și lecțiile de patinat                      | Rusty Learns to Skate                           |  |
| 15.12.2017         | 01.08.2017          | 15 | Rusty și aventura rustică                         | Rusty's Rustic Adventure                        |  |
|                    |                     |    |                                                   |                                                 |  |
| 12.05.2017         | 11.09.2017          | 16 | Rusty și animalul mecanic                         | Rusty and the Mechanical Animal                 |  |
| 12.05.2017         | 12.09.2017          | 16 | Nava spațială al lui Rusty                        | Rusty's Spaceship                               |  |
|                    |                     |    |                                                   |                                                 |  |
| 09.05.2017         | 13.09.2017          | 17 | Rusty și poliția biților                          | Rusty and the Bit Police                        |  |
| 09.05.2017         | 14.09.2017          | 17 | Blocajul lui Rusty la baraj                       | Rusty's Jam at the Dam                          |  |
|                    |                     |    |                                                   |                                                 |  |
| 01.08.2017         | 15.09.2017          | 18 | Fortăreața robo al lui Rusty                      | Rusty's Bota-Fort                               |  |
| 01.08.2017         | 18.09.2017          | 18 | Buldozerul lui Rusty                              | Rusty's Bull-Dozer                              |  |
|                    |                     |    |                                                   |                                                 |  |
| 17.10.2017         | 01.01.2018          | 19 | Invazia extraterestră al lui Rusty                | Rusty's Alien Invasion                          |  |
| 17.10.2017         | 02.01.2018          | 19 | Mașina de curse al lui Rusty                      | Rusty's Running Car                             |  |
|                    |                     |    |                                                   |                                                 |  |
| 03.08.2017         | 03.01.2018          | 20 | Rusty se simte piersicos                          | Rusty Feels Peachy                              |  |
| 03.08.2017         | 04.01.2018          | 20 | Rusty și haosul maimuțelor                        | Rusty's Monkey Mayhem                           |  |
|                    |                     |    |                                                   |                                                 |  |
| 12.09.2017         | 05.01.2018          | 21 | Rusty și animalul de companie                     | Rusty's Pet Project                             |  |
| 12.09.2017         | 08.01.2018          | 21 | Rusty e lipit                                     | Rusty Gets Stuck                                |  |
|                    |                     |    |                                                   |                                                 |  |
| 14.09.2017         | 09.01.2018          | 22 | Misterul misterios al lui Rusty                   | Rusty's Mysterious Mystery                      |  |
| 14.09.2017         | 10.01.2018          | 22 | Cartea de jocuri al lui Rusty                     | Rusty's Yard-Cade Game                          |  |
|                    |                     |    |                                                   |                                                 |  |
| 19.10.2017         | 25.10.2018          | 23 | Aventura sperietoare al lui Rusty                 | Rusty's Spooky Adventure                        |  |
| 19.10.2017         | 11.01.2018          | 23 | Rusty îi pierde pe Biți                           | Rusty Loses the Bits                            |  |
|                    |                     |    |                                                   |                                                 |  |
| 31.10.2017         | 16.01.2018          | 24 | Costumul de dans al lui Rusty                     | Rusty's Dancing Suit                            |  |
| 31.10.2017         | 17.01.2018          | 24 | Rusty este bun cu albinele                        | Rusty Bee Good                                  |  |
|                    |                     |    |                                                   |                                                 |  |
| 02.11.2017         | 12.01.2018          | 25 | Întârzierea lui Rusty la plajă                    | Rusty's Plant Perdicament                       |  |
| 02.11.2017         | 25.01.2018          | 25 | Neplăcerea lui Rusty cu plantele                  | Rusty's Beach Day Delay                         |  |
|                    |                     |    |                                                   |                                                 |  |
| 22.11.2017         | 19.01.2018          | 26 | Rusty și catastrofa cu pisica                     | Rusty's Kitty Catastrophe                       |  |
| 22.11.2017         | 18.01.2018          | 26 | RoboRusty                                         | Robo Rusty                                      |  |
|                    |                     |    |                                                   |                                                 |  |
| SEZONUL 2          |                     |    |                                                   |                                                 |  |
|                    |                     |    |                                                   |                                                 |  |
| 09.01.2018         | 27.08.2018          | 27 | Aventura lui Ruby cu cometa                       | Ruby's Comet Adventure                          |  |
| 09.01.2018         | 27.08.2018          | 27 | Murdarul ghinion al lui Rusty                     | Rusty's Messy Mishap                            |  |
|                    |                     |    |                                                   |                                                 |  |
| 11.01.2018         | 28.08.2018          | 28 | Laboratorul mobil al lui Rusty                    | Rusty's Mobile Rivet Lab                        |  |
|                    |                     |    |                                                   |                                                 |  |
| 23.01.2018         | 30.08.2018          | 29 | Problema lui Rusty cu spargerea pușculiței        | Rusty's Piggy Bank Heist                        |  |
| 23.01.2018         | 30.08.2018          | 29 | Problema lui Rusty cu balena                      | Rusty's Whale of a Problem                      |  |
|                    |                     |    |                                                   |                                                 |  |
| 25.01.2018         | 19.08.2018          | 30 | Afacerea lui Rusty cu maimuța                     | Rusty's Monkey Business                         |  |
| 25.01.2018         | 19.08.2018          | 30 | Problema lui Rusty cu zăpada                      | Rusty's Snow Problem                            |  |
|                    |                     |    |                                                   |                                                 |  |
| 27.03.2018         | 31.08.2018          | 31 | Robozaurul lui Frankie                            | Frankie's Botasaur                              |  |
| 27.03.2018         | 31.08.2018          | 31 | Mega stivuitorul lui Rusty                        | Rusty's Mega Stacker                            |  |
|                    |                     |    |                                                   |                                                 |  |
| 10.04.2018         | 03.09.2018          | 32 | Repară-l 500                                      | The Fix It 500                                  |  |
| 10.04.2018         | 03.09.2018          | 32 | Rusty cu sânge rece                               | Ice Ice Rusty                                   |  |
|                    |                     |    |                                                   |                                                 |  |
| 12.04.2018         | 04.09.2018          | 33 | Rusty și veverița robot                           | Rusty vs. the Robo-Squirrel                     |  |
| 12.04.2018         | 04.09.2018          | 33 | Rusty și ziua dronelor                            | Rusty's Day of the Drones                       |  |
|                    |                     |    |                                                   |                                                 |  |
| 20.04.2018         | 05.09.2018          | 34 | Rusty și pirații din Sparkton Hills               | Rusty and the Pirates of Sparkton Hills         |  |
| 20.04.2018         | 05.09.2018          | 34 | Rusty și șoarecele problemă                       | Rusty and the Mouse Problem                     |  |
|                    |                     |    |                                                   |                                                 |  |
| 08.05.2018         | 07.09.2018          | 35 | Rusty și petrecerea surpriză                      | Rusty and the Birthday Surprise                 |  |
| 08.05.2018         | 07.09.2018          | 35 | Rusty salvează peștii Ninja                       | Rusty's Ninja Fish Rescue                       |  |
|                    |                     |    |                                                   |                                                 |  |
| 10.05.2018         | 06.09.2018          | 36 | Fotoliul de relaxare al lui Rusty                 | Rusty's Relaxing Recliner                       |  |
| 10.05.2018         | 06.09.2018          | 36 | Situația mirositoare al lui Rusty                 | Rusty and the Stinky Situation                  |  |
|                    |                     |    |                                                   |                                                 |  |
| 12.06.2018         | 27.12.2018          | 37 | Rusty și sania scăpată de sub control             | Rusty's Runaway Sled                            |  |
| 12.06.2018         | 26.12.2018          | 37 | Rusty livrează o tartă uriașă                     | Rusty's Sky Pie Delivery                        |  |
|                    |                     |    |                                                   |                                                 |  |
| 14.06.2018         | 24.12.2018          | 38 | Spectacolul lui Rusty trebuie să continue         | Rusty's Show Must Go On                         |  |
| 14.06.2018         | 25.12.2018          | 38 | Rusty și monstrul                                 | Rusty and the S'more Snatcher                   |  |
|                    |                     |    |                                                   |                                                 |  |
| 10.07.2018         | 31.12.2018          | 39 | Rusty și roboții bolnavi                          | Rusty's Sick Fix                                |  |
| 10.07.2018         | 28.12.2018          | 39 | Călătoria lui Rusty în centrul din Sparkton Hills | Rusty's Journey to the Center of Sparkton Hills |  |
|                    |                     |    |                                                   |                                                 |  |
| 12.07.2018         | 03.01.2019          | 40 | Rusty cel mititel                                 | Rusty's Walk on the Small Side                  |  |
| 12.07.2018         | 04.01.2019          | 40 | Rusty și pasărea uriașă                           | Liam Gets Birdnapped                            |  |
|                    |                     |    |                                                   |                                                 |  |
| 17.08.2018         | 01.01.2019          | 41 | Super Rusty vs. Super Răufăcător Bot              | Super Rusty vs. Super Villain Bot               |  |
| 17.08.2018         | 02.01.2019          | 41 | Rusty în spațiu                                   | Rusty in Space                                  |  |
|                    |                     |    |                                                   |                                                 |  |
| 14.09.2018         | 25.04.2019          | 42 | Rusty și Dino-coasterul                           | Rusty's Dino Coaster                            |  |
| 14.09.2018         | 26.04.2019          | 42 | Rusty și ziua profesorului                        | Rusty's Teacher Appreciation Day                |  |
|                    |                     |    |                                                   |                                                 |  |
| 02.10.2018         | 24.04.2019          | 43 | Rusty și ajutoarele de eroi                       | Rusty and the Heroic Helpers                    |  |
| 02.10.2018         | 23.04.2019          | 43 | Rusty și salvarea maimuței                        | Rusty's Monkey Rescue                           |  |
|                    |                     |    |                                                   |                                                 |  |
| 04.10.2018         | 29.04.2019          | 44 | Un animăluț pentru Liam                           | A Pet for Liam                                  |  |
| 04.10.2018         | 30.04.2019          | 44 | Rusty și domul energic                            | Rusty's Dome Trouble                            |  |
|                    |                     |    |                                                   |                                                 |  |
| 08.12.2018         | 16.12.2018          | 45 | Rusty salvează Crăciunul                          | Rusty Saves Christmas                           |  |
|                    |                     |    |                                                   |                                                 |  |
| 26.01.2019         | 22.04.2019          | 46 | Rusty și templul din junglă                       | Rusty and the Temple of Boom                    |  |
|                    |                     |    |                                                   |                                                 |  |
| 16.02.2019         | 02.05.2019          | 47 | Rusty și balonul de săpun                         | Rusty's Bubble Trouble                          |  |
| 16.02.2019         | 01.05.2019          | 47 | Rusty și submarinul fugar                         | Rusty's Runaway Sub                             |  |
|                    |                     |    |                                                   |                                                 |  |
| 02.03.2019         | 05.08.2019          | 48 | Rusty în misiune de salvare pe role               | Rusty's Roller Rescue                           |  |
| 02.03.2019         | 06.08.2019          | 48 | Cavalerul Rusty                                   | Knight Time for Rusty                           |  |
|                    |                     |    |                                                   |                                                 |  |
| 30.03.2019         | 07.08.2019          | 49 | Rusty și evadarea efantului                       | Rusty's Elephant Escape                         |  |
| 30.03.2019         | 08.08.2019          | 49 | Rusty și sconcsul zburător                        | Rusty and the Flying Skunk                      |  |
|                    |                     |    |                                                   |                                                 |  |
| 27.04.2019         | 09.08.2019          | 50 | Rusty și școala zburătoare                        | Rusty and the Floating School                   |  |
| 27.04.2019         | 12.08.2019          | 50 | Rusty vs. Mega Frankford                          | Rusty vs. Mega Frankford                        |  |
|                    |                     |    |                                                   |                                                 |  |
| 11.05.2019         | 13.08.2019          | 51 | Rusty în aventura arctică                         | Rusty's Arctic Adventure                        |  |
| 11.05.2019         | 14.08.2019          | 51 | Super Liam                                        | Super Liam                                      |  |
|                    |                     |    |                                                   |                                                 |  |
| 01.06.2019         | 15.08.2019          | 52 | Rusty, agent secret                               | Secret Agent Rusty                              |  |
| 01.06.2019         | 16.08.2019          | 52 | Rusty merge pe Lună                               | Moon Walkin' Rusty                              |  |
|                    |                     |    |                                                   |                                                 |  |
| SEZONUL 3          |                     |    |                                                   |                                                 |  |
|                    |                     |    |                                                   |                                                 |  |
| 02.03.2020         | 18.11.2019          | 53 | Insula Dino                                       | Rusty's Dino Island                             |  |
|                    |                     |    |                                                   |                                                 |  |
| 03.03.2020         | 19.11.2019          | 54 | Minuscula Aventură al lui Rusty                   | Rusty's Tiny Adventure                          |  |
| 03.03.2020         | 20.11.2019          | 54 | Jocurile calde de iarnă ale lui Rusty             | Rusty's Warm Winter Games                       |  |
|                    |                     |    |                                                   |                                                 |  |
| 04.03.2020         | 21.11.2019          | 55 | Cursa de raptori al lui Rusty                     | Rusty's Raptor Race                             |  |
| 04.03.2020         | 22.11.2019          | 55 | Triceraptoșii lui Rusty                           | Rusty's Triceratops                             |  |
|                    |                     |    |                                                   |                                                 |  |
| 05.03.2020         | 25.11.2019          | 56 | Super pantofii lui Frankie                        | Frankie's Super Shoes                           |  |
| 05.03.2020         | 26.11.2019          | 56 | Întoarcerea rapidă al lui Ralph                   | Rusty's Rapid Ralph Return                      |  |
|                    |                     |    |                                                   |                                                 |  |
| 06.03.2020         | 27.11.2019          | 57 | Rusty în căutarea lui Ozzy                        | Rusty and the Search for Ozzy                   |  |
| 06.03.2020         | 28.11.2019          | 57 | Dilema dactilă al lui Rusty                       | Rusty's Dactyl Dilemma                          |  |
|                    |                     |    |                                                   |                                                 |  |
| 13.04.2020         | 24.02.2020          | 58 | Detectivul Rusty                                  | Detective Rusty                                 |  |
| 13.04.2020         | 24.02.2020          | 58 | Rusty și salvarea printre ghețuri                 | Rusty's Chilling Rescue                         |  |
|                    |                     |    |                                                   |                                                 |  |
| 14.04.2020         | 02.02.2020          | 59 | Rusty și insula comorilor                         | Rusty's Treasure Island                         |  |
| 14.04.2020         | 02.02.2020          | 59 | Rusty, bonă pentru raptor                         | Rusty's Raptor-Sitting                          |  |
|                    |                     |    |                                                   |                                                 |  |
| 15.04.2020         | 25.02.2020          | 60 | Liam și necazul omidei                            | Liam's Caterpillar Calamity                     |  |
| 15.04.2020         | 25.02.2020          | 60 | Aniversarea lui Rusty                             | Rusty's Birthday Round-Up                       |  |
|                    |                     |    |                                                   |                                                 |  |
| 16.04.2020         | 26.02.2020          | 61 | Rusty și insula meteoriților                      | Rusty's Meteor Madness                          |  |
| 16.04.2020         | 26.02.2020          | 61 | Rusty și un dinozaur pentru o zi                  | Rusty's Dino for a Day                          |  |
|                    |                     |    |                                                   |                                                 |  |
| 17.04.2020         | 28.02.2020          | 62 | Liam și aventura uriașă                           | Large Liam                                      |  |
| 17.04.2020         | 02.03.2020          | 62 | Rusty și drumețiile cu peripeții                  | Rusty's Hike Hijinks                            |  |
|                    |                     |    |                                                   |                                                 |  |
| 20.04.2020         | 03.03.2020          | 63 | Ozzy devine captiv                                | Ozzy Gets Trapped                               |  |
| 20.04.2020         | 04.03.2020          | 63 | Rusty și misterul insulei                         | Rusty's Island Mystery                          |  |
|                    |                     |    |                                                   |                                                 |  |
| 21.04.2020         | 05.03.2020          | 64 | Rusty și expresul elefant                         | Rusty and the Elephant Express                  |  |
| 21.04.2020         | 06.03.2020          | 64 | Rusty și Ruby vs. Fritz                           | Rusty and Ruby on the Fritz                     |  |
|                    |                     |    |                                                   |                                                 |  |
| 22.04.2020         | 07.09.2020          | 65 | Stego-Botul lui Rusty                             | Rusty's Stegobot                                |  |
|                    |                     |    |                                                   |                                                 |  |
| 23.04.2020         | 31.10.2020          | 66 | Rusty de-a v-ați ascunselea cu fantomele          | Rusty's Hide-and-Ghost-Seek                     |  |
| 23.04.2020         | 31.10.2020          | 66 | Rusty, eroul de Halloween                         | Rusty's Halloween Hero                          |  |
|                    |                     |    |                                                   |                                                 |  |
| 24.04.2020         | 08.09.2020          | 67 | Camionul Franken Monstru al lui Rusty             | Rusty's Franken Monster Truck                   |  |
| 24.04.2020         | 08.09.2020          | 67 | Rusty și aventura cu îngrijirea lui Blob          | Rusty's Adventures in Blobbositting             |  |
|                    |                     |    |                                                   |                                                 |  |
| 27.04.2020         | 09.09.2020          | 68 | Rusty și traversarea dinozaurilor                 | Rusty's Raptor Crossing                         |  |
| 27.04.2020         | 09.09.2020          | 68 | Rusty, dinozaurii și zăpada                       | Rusty's Dinosaur Snow Day                       |  |
|                    |                     |    |                                                   |                                                 |  |
| 28.04.2020         | 10.09.2020          | 69 | Rusty și aventura plutitoare                      | Rusty's Floating Adventure                      |  |
| 28.04.2020         | 10.09.2020          | 69 | Rusty și aventura fericită                        | Rusty's Hoppy Day                               |  |
|                    |                     |    |                                                   |                                                 |  |
| 29.04.2020         | 11.09.2020          | 70 | Croaziera lui Ozzy                                | Ozzy's Snooze Cruise                            |  |
| 29.04.2020         | 11.09.2020          | 70 | Rusty și pietrele prețioase                       | Rusty's Diamond Drama                           |  |
|                    |                     |    |                                                   |                                                 |  |
| 30.04.2020         | 12.09.2020          | 71 | Rusty și maimuțele-pirat zburătoare               | Rusty and the Flying Pirate Monkeys             |  |
| 30.04.2020         | 12.09.2020          | 71 | Rusty și ziua de livrare                          | Rusty's Delivery Day                            |  |
|                    |                     |    |                                                   |                                                 |  |
| 01.05.2020         | 13.09.2020          | 72 | Rusty și frenezia de Ziua fondatorului            | Rusty's Founder's Day Frenzy                    |  |
| 01.05.2020         | 13.09.2020          | 72 | Rusty și gigantul Bytes                           | Rusty's Giga-Bytes                              |  |
|                    |                     |    |                                                   |                                                 |  |
| 04.05.2020         | 14.09.2020          | 73 | Problema lui Rusty cu triceraptonii               | Rusty's Triceratops Trouble                     |  |
| 04.05.2020         | 14.09.2020          | 73 | Rusty și problema cadoului de aniversare          | Rusty's Pendant Problem                         |  |
|                    |                     |    |                                                   |                                                 |  |
| 05.05.2020         | 15.09.2020          | 74 | Rusty și robotul de baseball                      | Rusty's Baseball Bot                            |  |
| 05.05.2020         | 15.09.2020          | 74 | Problema lui Rusty cu jucăria gigantică           | Rusty's Giant Toy Trouble                       |  |
|                    |                     |    |                                                   |                                                 |  |
| 06.05.2020         | 16.09.2020          | 75 | Frankie și Fritz Bitz                             | Frankie's Fritz Bits                            |  |
| 06.05.2020         | 16.09.2020          | 75 | Rusty și dezastrul de ziua înghețatei             | Rusty's Ice Cream Day Disaster                  |  |
|                    |                     |    |                                                   |                                                 |  |
| 07.05.2020         | 17.09.2020          | 76 | Călătoria lui Rusty cu girafa                     | Rusty's Giraffe Journey                         |  |
| 07.05.2020         | 17.09.2020          | 76 | Rusty și haosul cu construcția                    | Rusty's Construction Chaos                      |  |
|                    |                     |    |                                                   |                                                 |  |
| 08.05.2020         | 18.09.2020          | 77 | Probleme cu lava                                  | Whole Lava Trouble                              |  |
| 08.05.2020         | 18.09.2020          | 77 | Rusty în căutarea mamei                           | Rusty's Missing Mom Adventure                   |  |
| 08.05.2020         |                     |    |                                                   |                                                 |  |
| 08.05.2020         | 19.09.2020          | 78 | Rusty vs. Invazia Dino                            | Rusty vs. the Dino Invasion                     |  |